# 昆頓·道格特
昆頓·梅德里克·道格特（1990年2月24日—）為美國男子籃球運動員，場上位置為前鋒。道格特自南方大学畢業後在海外展開職業生涯，2014年夏天從尼加拉瓜回到美國後前往NBA發展聯盟的球隊進行試訓，並投入同年舉辦的NBA發展聯盟選秀，最終在選秀會第二輪第18順位獲得愛達荷奔騰青睞。2018年5月道格特加盟胡志明市羽翼。場均可替球隊貢獻25.53分、13.27籃板。2019年10月道格特加盟新月籃球俱樂部。2020年10月道格特加盟Tigrillos De Antioquia。2020年12月道格特加盟支持者籃球俱樂部。2021年2月道格特加盟Galitos Barreiro Tley。2021年第19季SBL道格特以登錄名「KR象王」效力於高雄九太科技，總計出賽10場，場均表現為16.7分、7.5籃板，2022年3月被高雄九太科技提前終止合約，接著道格特加盟T1聯盟臺南台鋼獵鷹，球團替道格特取中文名為「鷹皇」，T1聯盟初登板道格特攻下17分、7籃板。

## 外部連結
- 昆頓·道格特在fiba.basketball（英语）
- 昆頓·道格特在NBA G聯盟官網（英语）
- 昆頓·道格特在Basketball-Reference.com（NBA G聯盟）（英语）
- 昆頓·道格特在Sports-Reference.com（NCAA）（英语）
- 昆頓·道格特在Eurobasket.com（球員）（英语）
- 昆頓·道格特在Proballers（英语）
- 昆頓·道格特在RealGM（英语）
- . Interperformances.com.